# Гавешова
Га́вешова (словац. Havešová) — национальный природный заповедник в национальном парке Поланины в Буковске-Врхи, Словакия.

## Описание
Созданный в 1964 году заповедник занимает территорию в 1,713 км². Предметом охраны являются малозатронутые лесные массивы и уникальные сохранившиеся образцы деревьев (клён, ясень, бук), которые могут служить в качестве для научных исследований, культурных и образовательных целей.